# Filmfare Award du meilleur réalisateur en kannada
Le prix Filmfare du meilleur réalisateur en kannada est une récompense attribuée par le magazine indien Filmfare dans le cadre des Filmfare Awards South annuels pour les films en kannada (Sandalwood).
Les années mentionnées sont celles de la sortie du film. La cérémonie a lieu l'année suivante.

## Réalisateurs récompensés
- 1972 : B. V. Karanth et Girish Karnad pour le film Vamsha Vriksha
- 1973 : Puttanna Kanagal pour le film Edakallu Guddada Mele
- 1974 : Girish Karnad pour le film Kaadu
- 1975 : B. V. Karanth pour le film Chomana Dudi
- 1976 : G. V. Iyer pour le film Hamsa Geethe
- 1977 : K. S. Prakash Rao pour le film Ganda Hendati
- 1978 : Girish Karnad pour le film Ondanondu Kaladalli
- 1979 : Puttanna Kanagal pour le film Dharmasere
- 1980 : Shankar Nag pour le film Minchina Ota
- 1981 : Puttanna Kanagal pour le film Ranganayaki
- 1982 : M. S. Sathyu pour le film Bara
- 1983 : Non attribué
- 1984 : Non attribué
- 1985 : Non attribué
- 1986 : K. V. Jayaram pour le film Hosa Neeru [1]
- 1987 : Singeetam Srinivasa Rao pour le film Pushpaka Vimana [2]
- 1988 : Dinesh Baboo pour le film Suprabhatha [3]
- 1989 : Sunil Kumar Desai pour le film Tarka [4]
- 1990 : Suresh Heblikar pour le film Prathama Ushakirana
- 1991 : Lokesh pour le film Bhujangayyana Dashavathara [5]
- 1992 : T. S. Nagabharana pour le film Mysore mallige
- 1993 : Rajendra Singh Babu pour le film Hoovu Hannu
- 1994 : Rajendra Singh Babu pour le film Mahakshatriya [6]
- 1995 : Sunil Kumar Desai pour le film Beladingala Baale [7]
- 1996 : T. S. Nagabharana pour le film Janumada Jodi
- 1997 : T. S. Nagabharana pour le film Nagamandala [8]
- 1998 : Girish Kasaravalli pour le film Thaayi Saheba [9]
- 1999 : Upendra pour le film Upendra [10]
- 2000 : Sunil Kumar Desai pour le film Sparsha [11]
- 2001 : Nagathihalli Chandrashekhar pour le film Nanna Preethiya Hudugi [12]
- 2002 : Girish Kasaravalli pour le film Dweepa [13]
- 2003 : P.A. Arun Prasad pour le film Kiccha [14]
- 2004 : P. Vasu pour le film Aaptamitra [15]
- 2005 : Ratnaja pour le film Nenapirali [16]
- 2006 : Indrajith Lankesh pour le film Aishwarya [17]
- 2007 : K. M. Chaitanya pour le film Aa Dinagalu [14]
- 2008 : Shashank pour le film Moggina Manasu [18]
- 2009 : Guruprasad pour le film Eddelu Manjunatha [19]
- 2010 : Girish Kasaravalli pour le film Kanasemba Kudureyaneri [20]
- 2011 : Jayathirtha pour le film Olave Mandhara [21]
- 2012 : Vijaya Prasad pour le film Sidlingu [22]
- 2013 : Pawan Kumar pour le film Lucia [23]
- 2014 : Rakshit Shetty pour le film Ulidavaru Kandanthe [24]
- 2015 : Anup Bhandari pour le film RangiTaranga [25]
- 2016 : Rishab Shetty pour le film Kirik Party [26]